# Тристан да Куња (острва)
Тристан да Куња (енгл. Tristan da Cunha, порт. Tristão da Cunha) је група удаљених вулканских острва у јужном Атлантику. Представља најудаљенији насељени архипелаг на свету, који лежи 2.787 km од Кејптауна у Јужноафричкој Републици, 2.437 km (1.514 миља) од Свете Јелене, 3.900 km од Мар дел Плате (2.400 ми) у Јужној Америци и 4.002 km (2.487 миља) од Фолкландских острва.
Тристан да Куња је британска прекоморска територија са сопственим уставом.
Територија се састоји од насељеног острва Тристан да Куња, површине 98 km² и пречника од отприлике 11 km; резервата дивљих животиња на острвима Гоф и „Неприступачном острву”, као и малих, ненасељених „Славујевих острва”. Од октобра 2018. године, главно острво има 250 сталних становника, који сви имају држављанство британских прекоморских територија. На острву Гоф живи особље јужноафричке метеоролошке станице.
Једино веће насеље и главни град је Единбург Седам Мора. На главном острву нема авионског саобраћаја, једини начин путовања до њега је вишедневно путовање бродом из Јужноафричке републике.

## Историја
Острва је први угледао португалски морепловац Тристан да Куња 1506. Главно острво је назвао по себи (Ilha de Tristão da Cunha).
Године 1815, Уједињено Краљевство је анектирало ова острва и њима владало из Кејпа у Јужној Африци. Од 1938, острва су придружена територији Света Јелена а од 2009. године део је прекоморске територије Света Јелена, Асенсион и Тристан да Куња.
Вулканска ерупција 1961. је натерала скоро сво становништво на евакуацију у Енглеску, у војну базу близу Саутхемптона. Већина становника се вратила на острво 1963.